# Марямполь (Опольський повіт)
Марямполь (пол. Mariampol) — село в Польщі, у гміні Юзефув-над-Віслою Опольського повіту Люблінського воєводства.
Населення — 66 осіб (2011).

## Демографія
Демографічна структура станом на 31 березня 2011 року:
|          | Загалом | Допрацездатний вік | Працездатний вік | Постпрацездатний вік |
| -------- | ------- | ------------------ | ---------------- | -------------------- |
| Чоловіки | 33      | 11                 | 20               | 2                    |
| Жінки    | 33      | 2                  | 20               | 11                   |
| Разом    | 66      | 13                 | 40               | 13                   |